# Auguste Jean Baptiste Chevalier
Auguste Jean Baptiste Chevalier (Domfront, 23 de junio de 1873-París, 3 al 4 de junio de 1956) fue un botánico, pteridólogo y briólogo francés. Su familia poseía una modesta granja en Normandía, hizo sus estudios en Domfront y luego en Caen, y consiguió el título de bachiller en 1891.
Fue encargado en 1893 por Elie Antoine Octave Lignier (1855-1916) de realizar el catálogo de las hierbas de la Universidad de Caen. Luego de su servicio militar en 1894, obtuvo en 1896 su licenciatura en Ciencias Naturales. Trabajó con el botánico Charles Eugène Bertrand (1851-1917) en la Universidad de Lille.
En 1897, recibió una beca que le permitió entrar en el laboratorio de botánica de Philippe Van Tieghem (1839-1914) en el Museo Nacional de Historia Natural. En 1899-1900 participó en una misión científica a Sudán.
Chevalier obtuvo su doctorado en 1901 y efectuó numerosos viajes, principalmente al África y también a Asia y América del Sur. La misión que dirigió en 1902-1904 al lago Chad, encontró los restos del explorador Paul Crampel.
Trabajó como preparador en el Laboratorio de Agronomía Colonial de la Escuela Práctica de Altos Estudios, pasando a ser subdirector del mismo en 1907 y director en 1912.
Fue profesor del museo en 1929, a cargo de las producciones vegetales, puesto que mantuvo hasta su retiro en 1946. Fue nombrado miembro de la Academia de Ciencias de Francia en 1937.

## Publicaciones
- 1907 : Mission Chari-Lac Tchad 1902-1904 : L'Afrique centrale française : Récit du voyage de la mission, Paris, éditions Challamel. (Télécharger En archivos de internet. Consultado 21 de agosto de 2012.)
- 1908 : La forêt vierge de la Costa de Marfil, Masson, Paris
- 1935 : Les Îles du Cap-Vert : Géographie, biogéographie, agriculture : Flore de l'archipel, Paris, laboratoire d'agronomie coloniale du Muséum national d'histoire naturelle. (Télécharger sur Tela Botanica : Le Réseau de la botanique francophone. Consultado 21 de agosto de 2012.)
- 1935 : « Les Dépôts quaternaires de l'ancien cratère de Pedra de Lume (île de Sal, archipel du Cap-Vert) », avec Léonce Joleaud et Georges Petit, dans Comptes-rendus des séances de l'Académie des sciences, vol. 200 pp. 1334-1336.
- 1938 : Flore Vivante de l'Afrique Occidentale Française, Paris, laboratoire d'agronomie coloniale du Muséum national d'histoire naturelle.
- 1942 : L'Agriculture coloniale : Origines et évolution, Presses universitaires de France, coll. «Que sais-je?».
- 1944 : Le Café, Presses universitaires de France, coll. «Que sais-je?».

## Fuente
- Jacques-Félix, H. 1956. Auguste Chevalier, 1873-1956. Taxon, : 5 (6) : 120-125.
- Jaussaud, Philippe & Édouard R. Brygoo. 2004. Del Jardín al Museo en 516 biografías. Museo Nacional de Historia Natural de París : 630 pp.

- La abreviatura «A.Chev.» se emplea para indicar a Auguste Jean Baptiste Chevalier como autoridad en la descripción y clasificación científica de los vegetales.[1]